# Chwalęcin (Orneta)
Pour les articles homonymes, voir Chwalęcin.
Chwalęcin est un village polonais de la voïvodie de Varmie-Mazurie, dans le powiat de Lidzbark.